# Wyścig Rosji WTCC 2014
Wyścig Rosji WTCC 2014 – szósta runda World Touring Car Championship w sezonie 2014. Rozegrała się w dniach 6–8 czerwca 2014 w Wołokołamsku na torze Moscow Raceway.

## Lista startowa
| Nr | Kierowca             | Zespół                               | Samochód                | Opony |
| -- | -------------------- | ------------------------------------ | ----------------------- | ----- |
| 1  | Yvan Muller          | Citroën Total WTCC                   | Citroën C-Elysée WTCC   | Y     |
| 2  | Gabriele Tarquini    | Castrol Honda World Touring Car Team | Honda Civic WTCC        | Y     |
| 3  | Tom Chilton          | ROAL Motorsport                      | Chevrolet RML Cruze TC1 | Y     |
| 4  | Tom Coronel          | ROAL Motorsport                      | Chevrolet RML Cruze TC1 | Y     |
| 5  | Norbert Michelisz    | Zengő Motorsport                     | Honda Civic WTCC        | Y     |
| 6  | Franz Engstler       | Liqui Moly Team Engstler             | BMW 320 TC              | Y     |
| 7  | Hugo Valente         | Campos Racing                        | Chevrolet RML Cruze TC1 | Y     |
| 8  | Pasquale Di Sabatino | Liqui Moly Team Engstler             | BMW 320 TC              | Y     |
| 9  | Sébastien Loeb       | Citroën Total WTCC                   | Citroën C-Elysée WTCC   | Y     |
| 10 | Gianni Morbidelli    | ALL–INKL.COM Münnich Motorsport      | Chevrolet RML Cruze TC1 | Y     |
| 11 | James Thompson       | Lada Sport Lukoil                    | Łada Granta 1.6T        | Y     |
| 12 | Robert Huff          | Lada Sport Lukoil                    | Łada Granta 1.6T        | Y     |
| 14 | Michaił Kozłowski    | Lada Sport Lukoil                    | Łada Granta 1.6T        | Y     |
| 18 | Tiago Monteiro       | Castrol Honda World Touring Car Team | Honda Civic WTCC        | Y     |
| 25 | Mehdi Bennani        | Proteam Racing                       | Honda Civic WTCC        | Y     |
| 27 | John Filippi         | Campos Racing                        | SEAT León WTCC          | Y     |
| 33 | Ma Qinghua           | Citroën Total WTCC                   | Citroën C-Elysée WTCC   | Y     |
| 37 | José María López     | Citroën Total WTCC                   | Citroën C-Elysée WTCC   | Y     |
| 50 | Nikita Misiula       | Campos Racing                        | SEAT León WTCC          | Y     |
| 77 | René Münnich         | ALL–INKL.COM Münnich Motorsport      | Chevrolet RML Cruze TC1 | Y     |
| 98 | Dušan Borković       | NIS Petrol by Campos Racing          | Chevrolet RML Cruze TC1 | Y     |
| Nr | Kierowca             | Zespół                               | Samochód                | Opony |

## Wyniki

### I Sesja treningowa
| Nr | Kierowca    | Konstruktor        | Czas     | Okr. |
| -- | ----------- | ------------------ | -------- | ---- |
| 1  | Yvan Muller | Citroën Total WTCC | 1:39,898 | 9    |

### II Sesja treningowa
| Nr | Kierowca    | Konstruktor        | Czas     | Okr. |
| -- | ----------- | ------------------ | -------- | ---- |
| 1  | Yvan Muller | Citroën Total WTCC | 1:39,505 | 10   |

### Kwalifikacje
Źródło: fiawtcc.com
| Poz. | Nr | Kierowca             | Konstruktor                 | Q1       | Q2       | Q3       | Poz. s. |
| --- | --- | -------------------- | --------------------------- | -------- | -------- | -------- | ------- |
| 1 | 37 | José María López     | Citroën Total WTCC          | 1:38,560 | 1:38,832 | 1:38,651 | 1       |
| 2 | 2 | Gabriele Tarquini    | Castrol Honda WTCC          | 1:38,754 | 1:38,872 | 1:38,877 | 2       |
| 3 | 18 | Tiago Monteiro       | Castrol Honda WTCC          | 1:39,426 | 1:39,423 | 1:39,166 | 3       |
| 4 | 9 | Sébastien Loeb       | Citroën Total WTCC          | 1:40,118 | 1:39,111 | 1:39,580 | 4       |
| 5 | 3 | Tom Chilton          | ROAL Motorsport             | 1:39,443 | 1:39,419 | 1:39,698 | 5       |
| 6 | 1 | Yvan Muller          | Citroën Total WTCC          | 1:39,953 | 1:39,575 | –        | 6       |
| 7 | 25 | Mehdi Bennani        | Proteam Racing              | 1:40,028 | 1:39,715 | –        | 7       |
| 8 | 5 | Norbert Michelisz    | Zengő Motorsport            | 1:39,848 | 1:40,001 | –        | 8       |
| 9 | 33 | Ma Qinghua           | Citroën Total WTCC          | 1:40,280 | 1:40,092 | –        | 9       |
| 10 | 7 | Hugo Valente         | Campos Racing               | 1:39,914 | 1:40,312 | –        | 10      |
| 11 | 77 | René Münnich         | Münnich Motorsport          | 1:40,240 | 1:40,368 | –        | 11      |
| 12 | 98 | Dušan Borković       | NIS Petrol by Campos Racing | 1:40,288 | –        | –        | 12      |
| 13 | 4 | Tom Coronel          | ROAL Motorsport             | 1:40,327 | –        | –        | 13      |
| 14 | 12 | Robert Huff          | Lada Sport Lukoil           | 1:40,639 | –        | –        | 14      |
| 15 | 14 | Michaił Kozłowski    | Lada Sport Lukoil           | 1:40,653 | –        | –        | 15      |
| 16 | 11 | James Thompson       | Lada Sport Lukoil           | 1:40,655 | –        | –        | 16      |
| 17 | 10 | Gianni Morbidelli    | Münnich Motorsport          | 1:42,091 | –        | –        | 17      |
| 18 | 6 | Franz Engstler       | Liqui Moly Team Engstler    | 1:44,011 | –        | –        | 18      |
| 19 | 8 | Pasquale Di Sabatino | Liqui Moly Team Engstler    | 1:44,229 | –        | –        | 19      |
| 20 | 27 | John Filippi         | Campos Racing               | 1:46,467 | –        | –        | 20      |
| 21 | 50 | Nikita Misiula       | Campos Racing               | 1:46,498 | –        | –        | 21      |
| Poz. | Nr | Kierowca             | Konstruktor                 | Q1       | Q2       | Q3       | Poz. s. |
| \| Legenda \| Legenda \| \| ------------------------ \| ---------------------------------------------------------------------------------------------------------------------------------------------------------------------------------------------------------------------------------------------------------------- \| \| Poz. Nr Q1 Q2 Q3 Poz. s. \| Pozycja zajęta w sesji kwalifikacyjnej Numer startowy kierowcy Wynik uzyskany w pierwszej części kwalifikacji Wynik uzyskany w drugiej części kwalifikacji Wynik uzyskany w trzeciej części kwalifikacji Pozycja startowa po uwzględnięniu kar, przesunięć, itp. \| | |                      |                             |          |          |          |         |
| Legenda | |                      |                             |          |          |          |         |
| Poz. Nr Q1 Q2 Q3 Poz. s. | Pozycja zajęta w sesji kwalifikacyjnej Numer startowy kierowcy Wynik uzyskany w pierwszej części kwalifikacji Wynik uzyskany w drugiej części kwalifikacji Wynik uzyskany w trzeciej części kwalifikacji Pozycja startowa po uwzględnięniu kar, przesunięć, itp. |                      |                             |          |          |          |         |

### Wyścig 1

#### Wyścig
Źródło: Wyprzedź Mnie!
| P                 | + / –     | Nr | Kierowca             | Konstruktor                 | Okr. | Czas / Strata | Komentarz |
| ----------------- | --------- | -- | -------------------- | --------------------------- | ---- | ------------- | --------- |
| 1                 | Bez zmian | 37 | José María López     | Citroën Total WTCC          | 16   | 27:05,120     |           |
| 2                 | Bez zmian | 2  | Gabriele Tarquini    | Castrol Honda WTCC          | 16   | +0:03,170     |           |
| 3                 | 1         | 9  | Sébastien Loeb       | Citroën Total WTCC          | 16   | +0:03,425     |           |
| 4                 | 2         | 1  | Yvan Muller          | Citroën Total WTCC          | 16   | +0:05,902     |           |
| 5                 | Bez zmian | 3  | Tom Chilton          | ROAL Motorsport             | 16   | +0:06,816     |           |
| 6                 | 3         | 33 | Ma Qinghua           | Citroën Total WTCC          | 16   | +0:07,505     |           |
| 7                 | 4         | 18 | Tiago Monteiro       | Castrol Honda WTCC          | 16   | +0:13,099     |           |
| 8                 | 5         | 4  | Tom Coronel          | ROAL Motorsport             | 16   | +0:15,061     |           |
| 9                 | 1         | 5  | Norbert Michelisz    | Zengő Motorsport            | 16   | +0:24,766     |           |
| 10                | 4         | 12 | Robert Huff          | Lada Sport Lukoil           | 16   | +0:27,754     |           |
| 11                | 4         | 25 | Mehdi Bennani        | Proteam Racing              | 16   | +0:28,067     |           |
| 12                | 5         | 10 | Gianni Morbidelli    | Münnich Motorsport          | 16   | +0:28,579     |           |
| 13                | 2         | 77 | René Münnich         | Münnich Motorsport          | 16   | +0:29,323     |           |
| 14                | 2         | 11 | James Thompson       | Lada Sport Lukoil           | 16   | +0:35,188     |           |
| 15                | Bez zmian | 14 | Michaił Kozłowski    | Lada Sport Lukoil           | 16   | +0:38,472     |           |
| 16                | 2         | 6  | Franz Engstler       | Liqui Moly Team Engstler    | 16   | +1:12,432     |           |
| 17                | 2         | 8  | Pasquale Di Sabatino | Liqui Moly Team Engstler    | 16   | +1:24,023     |           |
| 18                | 2         | 27 | John Filippi         | Campos Racing               | 16   | +1:37,942     |           |
| Niesklasyfikowani |           |    |                      |                             |      |               |           |
|                   |           | 50 | Nikita Misiula       | Campos Racing               | 7    |               |           |
|                   |           | 7  | Hugo Valente         | Campos Racing               | 1    |               |           |
|                   |           | 98 | Dušan Borković       | NIS Petrol by Campos Racing | 1    |               |           |
| P                 | + / –     | Nr | Kierowca             | Konstruktor                 | Okr. | Czas / Strata | Komentarz |

#### Najszybsze okrążenie
| Nr | Kierowca         | Konstruktor        | Czas     | Okr. |
| -- | ---------------- | ------------------ | -------- | ---- |
| 37 | José María López | Citroën Total WTCC | 1:40,148 | 2    |

#### Prowadzenie w wyścigu
| Nr                              | Kierowca         | Okrążenia | Suma |
| ------------------------------- | ---------------- | --------- | ---- |
| 37                              | José María López | 1-16      | 16   |
| \| Wykres \| \| ------ \| \| \| |                  |           |      |
| Wykres                          |                  |           |      |
|                                 |                  |           |      |

### Wyścig 2

#### Wyścig
Źródło: Wyprzedź Mnie!
| P                 | + / –     | Nr | Kierowca             | Konstruktor                 | Okr. | Czas / Strata | Komentarz |
| ----------------- | --------- | -- | -------------------- | --------------------------- | ---- | ------------- | --------- |
| 1                 | 1         | 33 | Ma Qinghua           | Citroën Total WTCC          | 16   | 27:11,310     |           |
| 2                 | 3         | 1  | Yvan Muller          | Citroën Total WTCC          | 16   | +0:01,261     |           |
| 3                 | 1         | 25 | Mehdi Bennani        | Proteam Racing              | 16   | +0:12,252     |           |
| 4                 | 9         | 4  | Tom Coronel          | ROAL Motorsport             | 16   | +0:12,424     |           |
| 5                 | 2         | 9  | Sébastien Loeb       | Citroën Total WTCC          | 16   | +0:14,725     |           |
| 6                 | Bez zmian | 3  | Tom Chilton          | ROAL Motorsport             | 16   | +0:14,890     |           |
| 7                 | 4         | 5  | Norbert Michelisz    | Zengő Motorsport            | 16   | +0:15,118     |           |
| 8                 | 9         | 10 | Gianni Morbidelli    | Münnich Motorsport          | 16   | +0:19,894     |           |
| 9                 | 8         | 7  | Hugo Valente         | Campos Racing               | 16   | +0:20,157     | [ 5 ]     |
| 10                | 1         | 77 | René Münnich         | Münnich Motorsport          | 16   | +0:20,984     |           |
| 11                | 1         | 98 | Dušan Borković       | NIS Petrol by Campos Racing | 16   | +0:26,813     |           |
| 12                | 4         | 11 | James Thompson       | Lada Sport Lukoil           | 16   | +0:31,686     |           |
| 13                | 5         | 6  | Franz Engstler       | Liqui Moly Team Engstler    | 16   | +1:03,478     |           |
| 14                | 5         | 8  | Pasquale Di Sabatino | Liqui Moly Team Engstler    | 16   | +1:15,843     |           |
| 15                | 5         | 27 | John Filippi         | Campos Racing               | 15   | +1 okr        |           |
| 16                | 5         | 50 | Nikita Misiula       | Campos Racing               | 15   | +1 okr        |           |
| Niesklasyfikowani |           |    |                      |                             |      |               |           |
|                   |           | 18 | Tiago Monteiro       | Castrol Honda WTCC          | 11   |               | [ 6 ]     |
|                   |           | 12 | Robert Huff          | Lada Sport Lukoil           | 10   |               |           |
|                   |           | 2  | Gabriele Tarquini    | Castrol Honda WTCC          | 7    |               |           |
|                   |           | 37 | José María López     | Citroën Total WTCC          | 0    |               |           |
|                   |           | 14 | Michaił Kozłowski    | Lada Sport Lukoil           | 0    |               |           |
| P                 | + / –     | Nr | Kierowca             | Konstruktor                 | Okr. | Czas / Strata | Komentarz |

#### Najszybsze okrążenie
| Nr | Kierowca     | Konstruktor   | Czas     | Okr. |
| -- | ------------ | ------------- | -------- | ---- |
| 7  | Hugo Valente | Campos Racing | 1:40,742 | 3    |

#### Prowadzenie w wyścigu
| Nr                              | Kierowca     | Okrążenia | Suma |
| ------------------------------- | ------------ | --------- | ---- |
| 33                              | Ma Qinghua   | 6-16      | 10   |
| 7                               | Hugo Valente | 1-6       | 6    |
| \| Wykres \| \| ------ \| \| \| |              |           |      |
| Wykres                          |              |           |      |
|                                 |              |           |      |